# روبرت ایشاسگی
روبرت ایشاسِگی (مجاری: Isaszegi Róbert؛ زادهٔ ۲ مهٔ ۱۹۶۵) بوکسور اهل مجارستان است.